# Petr Ulrych (hokejista)
Petr Ulrych (* 6. červen 1987 Liberec) je český hokejista hrající na pozici obránce. Aktuálně působí v týmu Piráti Chomutov.